# Europamästerskapen i friidrott 2006

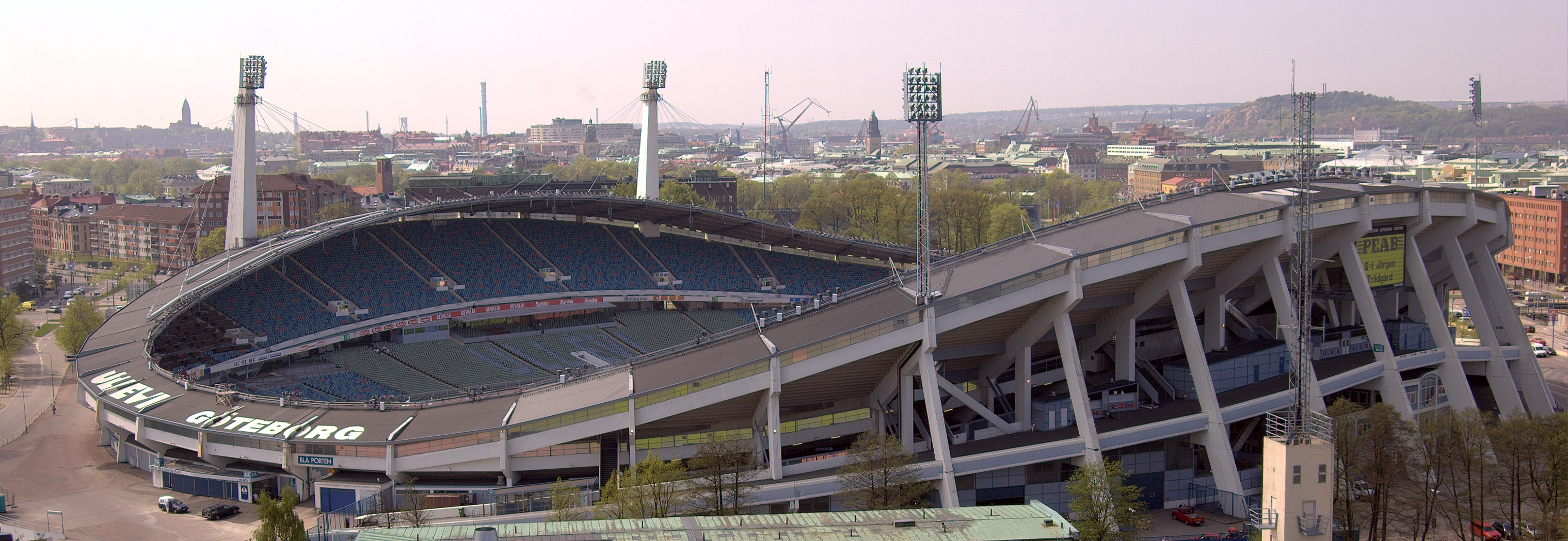
Ullevi, tävlingarnas huvudarena.

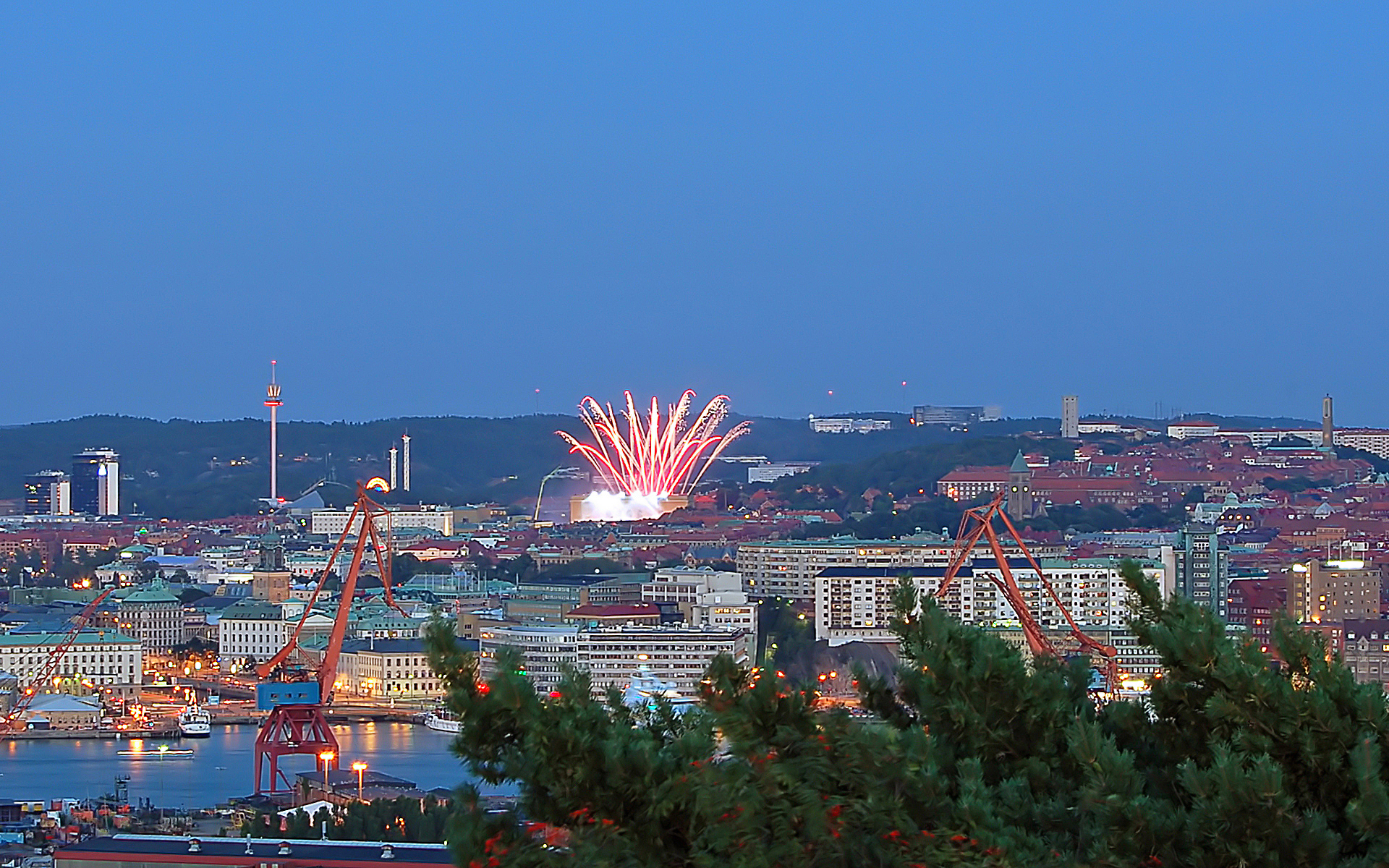
Invigningen på Götaplatsen

Europamästerskapen i friidrott 2006  ägde rum 7-13 augusti 2006 i Göteborg och var de 19:e Europamästerskapen i friidrott. Huvudarena var Ullevi. Det var det andra Europamästerskapen i friidrott som hölls i Sverige. Det första hölls 1958 i Stockholm, då Sverige tog sex medaljer varav tre guld. Göteborg anordnade VM i friidrott 1995.
Beslutet om värdort togs av EAA i Frankfurt den 6 oktober 2001. Rivaliserande kandidatort var Barcelona.
Tävlingarna ägde rum på arenan Ullevi, uppvärmning på Valhalla och träning på Slottskogsvallen och Åby Friidrott.

## Deltagande nationer
| - Albanien - Andorra - Armenien - Azerbajdzjan - Belgien - Bosnien och Hercegovina - Bulgarien - Cypern - Danmark - Estland - Finland - Frankrike | - Georgien - Gibraltar - Grekland - Irland - Island - Israel - Italien - Kroatien - Lettland - Liechtenstein - Litauen - Luxemburg - Makedonien | - Malta - Moldavien - Montenegro - Monaco - Nederländerna - Norge - Polen - Portugal - Rumänien - Ryssland - San Marino - Schweiz - Serbien | - Slovakien - Slovenien - Spanien - Storbritannien - Sverige - Tjeckien - Turkiet - Tyskland - Ukraina - Ungern - Vitryssland - Österrike |

## Historik
Invigningen var en del av Göteborgs kommuns evenemang EM-festen som inleddes 4 juli. 
Måndagen den 7 juli hölls en demonstration i Göteborg förespråkande en bojkott av Israels deltagande i Europamästerskapen med anledning av Israels agerande i Israel-Libanon-konflikten 2006. Det officiella mottot var Catch the Spirit. 
Den officiella EM-låten hette Heroes och framfördes av Helena Paparizou. Epson, Eurovision, Spar och Seiko var internationella sponsorpartner, Vattenfall och Telia nationella sponsorpartner. 

### Söndagen den 6 augusti
Invigningen hölls på Götaplatsen, första gången en EM-invigning skedde utanför arenan.

### Måndagen den 7 augusti
Sjukampens två första grenar avgjordes under förmiddagspasset. Efter de två första grenarna, 100 m häck och höjdhopp, var Frankrikes Eunice Barber i ledningen med 36 poängs marginal efter att ha presterat 13,11 s på 100 m häck och 1,89 m i höjdhopp. Efter att Barber kände av en skada i ena benet avbröt hon sjukampen efter två grenar och kom inte till start inför kulstötningen. Svenskan Carolina Klüft hade ledningen efter första dagen efter årsbästa på 100m häck, 13,35, 1,89 i höjdhopp. 14,56 i kula och 23,86 på 200 meter. 
I släggkvalet noterade ryskan Tatjana Lysenko nytt mästerskapsrekord med 73,23 och schweizaren Stefan Müller satte nytt schweiziskt rekord i spjut med 80,43 meter. 
Herrarnas kulstötning fick en problematisk upplösning eftersom Danmark protesterat mot den mätning som gjorts av Joachim Olsens längsta stöt. På TV-bilderna syntes tydligt att mätningen gjordes från fel ställe. En korrekt mätning hade kanske räckt till seger för Olsen som nu fick nöja sig med bronset då protesten avslogs. Olsen var endast fyra centimeter efter segraren Ralf Bartels som avgjorde med sin sista stöt. Under kvällen omhändertogs även den från kvalet utslagne svenske kulstötaren Jimmy Nordin av polis på grund av fylla och uteslöts omedelbart ur den svenska EM-truppen.
Ryssland vann två medaljer på damernas 10 000 meter, Abitova tog guldet och Grigorjeva bronset. Norskan Susanne Wigene tog överraskande silvret. Loppet var snabbt och samtliga medaljörer och ytterligare nio tävlande sprang på personbästa (inklusive två nationsrekord, Marta Dominguez från Spanien och Jelena Prokopcuka från Lettland).

### Tisdagen den 8 augusti
Efter längdhoppet, den femte grenen i sjukampen, ledde Carolina Klüft, Sverige, med 170 poängs marginal före brittiskan Kelly Sotherton. Senare kastade sjukamparna spjut, där Klüfts längsta kast noterades till 46,94 meter. Inför den sista grenen, 800 meter, ledde Klüft med 354 poäng. Klüft var därmed ohotad och sprang till slut in guldet med avslutande 6740 poäng. Tvåa kom Nederländernas Karin Ruckstuhl på 6423 poäng och trea tyskan Lilli Schwarzkopf. Klüfts resultat, 6 740 poäng, var även nytt mästerskapsrekord.
Ett antal nationsrekord noterades under förmiddagen, Klodiana Shala slog det albanska rekordet på 400 m med tiden 52,86 och Ksenia Balta slog det estniska rekordet på 100 meter med tiden 11,47. I diskus satte Dragana Tomasevic nytt serbiskt rekord med 63,63 och kvalificerade sig som tvåa till finalen.
I den första gångtävlingen, herrarnas 20 km var spanjoren Francisco Javier Fernández överlägsen och ledde klart under hela loppet. Herrarnas längdhoppsfinal avgjordes under ganska dåliga väderförhållanden och de riktigt fina resultaten uteblev. Den unge italienaren Andrew Howe vann på 8,20.
Nigeriafödde portugisen Francis Obikwelu visade att han är Europas snabbaste man genom att vinna 100 m på nytt mästerskapsrekord 9,99. Ryssen Jepisjin och slovenen Osovnikar tog lite överraskande silver och brons, båda på nya nationsrekord.
I damernas slägga vann Tatjana Lysenko på nya mästerskapsrekordet 76,67, mindre än en meter under Lysenkos eget världsrekord. Herrarnas 10 000 meter slutade helt överraskande med tysk seger genom Jan Fitschen, som spurtade förbi spanjorerna Martínez och de la Ossa på upploppet.

### Onsdagen den 9 augusti
Vitryskan Ryta Turava var överlägsen i damernas gångtävling och ledde i princip från start till mål. 
I damernas tresteg ledde grekiskan Hrisopiyi Devetzi länge med sitt hopp på 15,05 men i sista omgången avgjorde favoriten Tatjana Lebedeva med ett hopp på 15,15. Anna Pjatych tog bronset och samtliga medaljörer slog det tidigare mästerskapsrekordet.
Herrarnas höjdhoppsfinal var spännande och fyra hoppare hoppade 2,34 eller bättre. 2,34 som var världsårsbästa innan tävlingen. Ryssen Andrej Silnov vann på 2,36 och tog samtliga höjder i första försöket innan han försökte på 2,41. Tomás Janku tog silver och Stefan Holm brons medan Linus Thörnblad missade medalj trots samma höjd som Janku och Holm.
Frankrike tog två guld under kvällen, först genom Mehdi Baala på 1500 m och sedan genom Marc Raquil på 400 m. Raquil spurtade bra och hann precis upp ryssen Frolov innan mållinjen.
Kim Gevaert visade att hon var Europas snabbaste kvinna genom att vinna 100 m på 11,06 före två ryskor. Favoriten Faní Halkiá ledde damernas 400 m häck på upploppet men en miss i sista häckpassagen gjorde att ryskan Jevgenija Isakova lyckades ta sig förbi och vinna.

### Torsdagen den 10 augusti
I semifinalerna på 3 000 meter hinder slogs fyra nationsrekord av  Ida Nilsson (SWE), Miranda Boonstra (NED), Elena Romagnolo (ITA) och Iríni Kokkinaríou (GRE). De två förstnämnda blev klara för final.
I herrarnas gångtävling över 50 km ledde norrmannen Trond Nymark länge klart men han tröttnade och slutade på fjärde plats. Fransmannen Yohan Diniz vann på nytt personbästa.
På herrarnas 200 m tog Francis Obikwelu sitt andra guld, Obikwelu var överlägsen men bakom honom tog Johan Wissman silver på tangerat svenskt rekord, ett rekord som han satte i semifinalloppet tidigare under kvällen.
Darja Pitjalnikova satte personbästa och vann överraskande damernas diskus. Andra vinnare under kvällen var bulgariskan Vanja Stambolova på 400 m, greken Periklís Iakovákis på 400 m häck och ryskan Olga Kotljarova på 800 m.

### Fredagen den 11 augusti
Finländaren Jukka Keskisalo skrällvann herrarnas 3 000 m hinder efter en stark avslutning. En av favoriterna Simon Vroeman kom aldrig till start i finalen på grund av matförgiftning. Mustafa Mohamed hamnade på fjärdeplatsen.
Till glädje för hemmapubliken tog Susanna Kallur Sveriges andra guld när hon vann 100 m häck. Tvillingsystern Jenny blev sjua. Derval O'Rourke satte nytt irländsk rekord och fick dela silvret med tyskan Kirsten Bolm. Bolm dömdes först som trea men en tysk protest ledde till att hon flyttades upp till delad andra plats.
Damernas höjdhoppsfinal var högklassig med fyra hoppare över 2,01. Belgiens Tia Hellebaut satte nationsrekord två gånger om och vann på nya mästerskapsrekordet 2,03. Venelina Veneva nådde samma höjd men i ett senare försök och fick nöja sig med silver. Kajsa Bergqvist tog bronset på 2,01. Strax efter att det stod klart att Hellebaut vunnit höjdhoppet vann Belgien ytterligare ett guld när Kim Gevaert vann 200 m och tog sitt andra guld under mästerskapet.
I herrarnas tiokamp vann tjecken och världsrekordhållaren Roman Sebrle överlägset.

### Lördagen den 12 augusti
Tyskan Ulrike Maisch vann damernas maraton på nytt personbästa. Hon låg vid 30 km på elfte plats men tog sig förbi alla. I damernas kula blev det en vitrysk dubbelseger och Natallia Choronenko vann guldet med en centimeters marginal. Även i herrarnas släggfinal tog Vitryssland guldet. Ivan Tichon vann före finländaren Olli-Pekka Karjalainen. Ytterligare ett guld för Vitryssland blev det på 3 000 m hinder när Alesia Turava vann, hon slog även sitt eget mästerskapsrekord från försöken då detta var första gången grenen fanns med för damer på EM. Längre ned i fältet satte svenska Ida Nilsson (sjua) och spanska Zulema Fuentes-Pila (åtta) nationsrekord.
Världsrekordinnehavaren Jelena Isinbajeva vann damernas stavhopp på nytt mästerskapsrekord (4,80). Hon försökte även på världsrekordhöjden 5,02 men var aldrig riktigt nära att klara i regnet på Ullevi.
Sverige vann sitt tredje guld när Christian Olsson hoppade nytt europeiskt årsbästa 17,67 i tresteg. Olsson vann med 46 centimeters marginal före britten Nathan Douglas.
På damernas 5 000 m blev det spanskt guld när Marta Domínquez vann på nytt mästerskapsrekord. Herrarnas diskus blev en baltisk uppgörelse och Virgilijus Alekna, Litauen vann före esterna Gerd Kanter och Aleksander Tammert. Ytterligare en baltisk medalj blev det på 110 m häck där Stanislavs Olijars vann. Hemmalöparen Robert Kronberg slutade femma.

### Söndagen den 13 augusti
Italienaren Stefano Baldini vann herrarnas maraton. Han körde en klassisk taktik, höll sig i bakgrunden men var med tätklungen hela tiden. Andra löpare, bland annat Viktor Röthlin och Julio Rey höll farten uppe, med tidvis ganska hårt tempo. Röthlin drog hårt efter 30 km, och bara Baldini orkade följa. Vid 40 km ryckte Baldini från Röthlin som blev tvåa och Rey blev trea.
Israelen Alex Averbukh vann stavfinalen där hela 20 hoppare deltog då kvalet fick avbrytas på grund av dåligt väder. Damernas spjutkastning vanns av Steffi Nerius från Tyskland. Holländaren Bram Som vann herrarnas 800 m i ett mycket jämnt lopp där det bara skilde 14 hundradelar mellan första och fjärde plats.
Ryskan Ludmila Koltjanova vann damernas längdhopp och även på 1500 m blev det rysk seger genom Tatjana Tomasjova som sprang på nytt mästerskapsrekord. På herrarnas 5 000 m blev det spansk seger genom Jesús España.
Ryssland vann både korta och långa stafetten på damsidan medan Storbritannien vann 4x100 m för herrar och Frankrike 4x400 m.

## Resultat

### Förkortningar
- WR = Världsrekord
- ER = Europarekord
- CR = Mästerskapsrekord
- NR = Nationsrekord
- WL = Världsårsbästa
- EL = Europaårsbästa
- PB = Personbästa
- SB = Personligt årsbästa

### Herrar
| Gren               | Guld                                                                              | Guld            | Silver                                                                 | Silver        | Brons                                                                      | Brons        |
| 100 meter          | Francis Obikwelu Portugal                                                         | 9,99 (CR)       | Andrej Jepisjin Ryssland                                               | 10,10 (NR)    | Matic Osovnikar Slovenien                                                  | 10,14 (NR)   |
| 200 meter          | Francis Obikwelu Portugal                                                         | 20,01 (NR) (EL) | Johan Wissman Sverige                                                  | 20,38 (NR)    | Marlon Devonish Storbritannien                                             | 20,54        |
| 400 meter          | Marc Raquil Frankrike                                                             | 45,02           | Vladislav Frolov Ryssland                                              | 45,09 (PB)    | Leslie Djhone Frankrike                                                    | 45,40        |
| 800 meter          | Bram Som Nederländerna                                                            | 1.46,56         | David Fiegen Luxemburg                                                 | 1.46,59       | Sam Ellis Storbritannien                                                   | 1.46,64      |
| 1 500 meter        | Mehdi Baala Frankrike                                                             | 3.39,02         | Ivan Hesjko Ukraina                                                    | 3.39,50       | Juan Carlos Higuero Spanien                                                | 3.39,62      |
| 5 000 meter        | Jesús España Spanien                                                              | 13.44,70        | Mo Farah Storbritannien                                                | 13.44,79      | Juan Carlos Higuero Spanien                                                | 13.46,48     |
| 10 000 meter       | Jan Fitschen Tyskland                                                             | 28.10,94 (PB)   | José Manuel Martínez Spanien                                           | 28.12,06 (SB) | Juan Carlos de la Ossa Spanien                                             | 28.13,73     |
| 110 meter häck     | Stanislav Olijar Lettland                                                         | 13,24           | Thomas Blaschek Tyskland                                               | 13,46         | Andy Turner Storbritannien                                                 | 13,52        |
| 400 meter häck     | Periklís Iakovákis Grekland                                                       | 48,46           | Marek Plawgo Polen                                                     | 48,71 (SB)    | Rhys Williams Storbritannien                                               | 49,12        |
| 3 000 meter hinder | Jukka Keskisalo Finland                                                           | 8.24,89         | José Luis Blanco Spanien                                               | 8.26,22       | Bouabdellah Tahri Frankrike                                                | 8.27,15      |
| Maraton            | Stefano Baldini Italien                                                           | 2:11.32         | Viktor Röthlin Schweiz                                                 | 2:11.50       | Julio Rey Spanien                                                          | 2:12.37      |
| 4 x 100 meter      | Storbritannien: Dwain Chambers Darren Campbell Marlon Devonish Mark Lewis-Francis | 38,91           | Polen: Przemyslaw Rogowski Lukasz Chyla Marcin Jedrusinski Dariusz Kuc | 39,05         | Frankrike: Oudere Kankarafou Ronald Pognon Fabrice Calligny David Alerte   | 39,07        |
| 4 x 400 meter      | Frankrike: Leslie Djhone Idrissa M'Barke Neman Keïta Marc Raquil                  | 3.01,10         | Storbritannien: Robert Tobin Rhys Williams Graham Hedman Tim Benjamin  | 3.01,63       | Polen: Daniel Dabrowski Piotr Kedzia Piotr Rysiukiewicz Rafal Wieruszewski | 3.01,73      |
| 20 km gång         | Francisco Javier Fernández Spanien                                                | 1:19.09         | Valerij Borchin Ryssland                                               | 1:20.00 (PB)  | João Vieira Portugal                                                       | 1:20.09 (NR) |
| 50 km gång         | Yohan Diniz Frankrike                                                             | 3:41.39 (PB)    | Jesús Ángel García Spanien                                             | 3:42.48 (SB)  | Juri Andronov Ryssland                                                     | 3:43.26      |
| Längdhopp          | Andrew Howe Italien                                                               | 8,20            | Greg Rutherford Storbritannien                                         | 8,13          | Oleksij Lukasjevitj Ukraina                                                | 8,12         |
| Tresteg            | Christian Olsson Sverige                                                          | 17,67           | Nathan Douglas Storbritannien                                          | 17,21         | Marian Oprea Rumänien                                                      | 17,18        |
| Höjdhopp           | Andrej Silnov Ryssland                                                            | 2,36 (CR) (WL)  | Tomas Janku Tjeckien                                                   | 2,34 (PB)     | Stefan Holm Sverige                                                        | 2,34 (SB)    |
| Stavhopp           | Aleksandr Averbukh Israel                                                         | 5,70            | Tim Lobinger Tyskland Romain Mesnil Frankrike                          | 5,65          |                                                                            |              |
| Kulstötning        | Ralf Bartels Tyskland                                                             | 21,13 (SB)      | Andrei Michnevitj Vitryssland                                          | 21,11         | Joachim Olsen Danmark                                                      | 21,09        |
| Diskuskastning     | Virgilijus Alekna Litauen                                                         | 68,67           | Gerd Kanter Estland                                                    | 68,03         | Aleksander Tammert Estland                                                 | 66,14        |
| Spjutkastning      | Andreas Thorkildsen Norge                                                         | 88,78           | Tero Pitkämäki Finland                                                 | 86,44         | Jan Železný Tjeckien                                                       | 85,92        |
| Släggkastning      | Ivan Tikhon Vitryssland                                                           | 81,11 (SB)      | Olli-Pekka Karjalainen Finland                                         | 80,84 (SB)    | Vadim Devyatovski Vitryssland                                              | 80,76        |
| Tiokamp            | Roman Sebrle Tjeckien                                                             | 8 526 (SB)      | Attila Zsivocky Ungern                                                 | 8 356         | Aleksei Drozdov Ryssland                                                   | 8 350 (PB)   |

### Damer
| Gren               | Guld                                                                              | Guld           | Silver                                                                    | Silver           | Brons                                                                                    | Brons         |
| 100 meter          | Kim Gevaert Belgien                                                               | 11,06          | Jekaterina Grigorjeva Ryssland                                            | 11,22 (SB)       | Irina Chabarova Ryssland                                                                 | 11,22         |
| 200 meter          | Kim Gevaert Belgien                                                               | 22,68          | Julija Gusjtjina Ryssland                                                 | 22,93            | Natalja Rusakova Ryssland                                                                | 23,09         |
| 400 meter          | Vanja Stambolova Bulgarien                                                        | 49,85          | Tatjana Vesjkurova Ryssland                                               | 50,15            | Olga Zajtseva Ryssland                                                                   | 50,28         |
| 800 meter          | Olga Kotljarova Ryssland                                                          | 1.57,38        | Svetlana Kljuka Ryssland                                                  | 1.57,48          | Rebecca Lyne Storbritannien                                                              | 1.58,45       |
| 1 500 meter        | Tatjana Tomasjova Ryssland                                                        | 3.56,91 (CR)   | Julija Tjizjenko Ryssland                                                 | 3.57,61          | Daniela Jordanova Bulgarien                                                              | 3.59,37 (SB)  |
| 5 000 meter        | Marta Domínguez Spanien                                                           | 14.56,18 (CR)  | Lilja Sjobuchova Ryssland                                                 | 14.56,57 (SB)    | Elvan Abeylegesse Turkiet                                                                | 14.59,29 (SB) |
| 10 000 meter       | Inga Abitova Ryssland                                                             | 30.31,42 (PB)  | Susanne Wigene Norge                                                      | 30.32,36 (PB)    | Lidija Grigorjeva Ryssland                                                               | 30.32,72 (PB) |
| 100 meter häck     | Susanna Kallur Sverige                                                            | 12,59          | Derval O'Rourke Irland Kirsten Bolm Tyskland                              | 12,72 (NR) 12,72 |                                                                                          |               |
| 400 meter häck     | Jevgenija Isakova Ryssland                                                        | 53,93 (PB)     | Faní Halkiá Grekland                                                      | 54,02            | Tetjana Teresjtjuk-Antipova Ukraina                                                      | 54,55         |
| 3 000 meter hinder | Alesia Turava Vitryssland                                                         | 9.26,05 (SB)   | Tatjana Petrova Ryssland                                                  | 9.28,05          | Wioletta Janowska Polen                                                                  | 9.31,62       |
| Maraton            | Ulrike Maisch Tyskland                                                            | 2:30.01 (PB)   | Olivera Jevtic Serbien                                                    | 2:30.27          | Irina Permitina Ryssland                                                                 | 2:30.53       |
| 4 x 100 meter      | Ryssland: Julija Gusjtjina Natalja Rusakova Irina Chabarova Jekaterina Grigorjeva | 42,71          | Storbritannien: Anyika Onuora Emma Ania Emily Freeman Joice Maduaka       | 43,51            | Vitryssland: Julija Nesterenko Natallia Safronnikova Alena Nevmerzjitskaja Oksana Dragun | 43,61         |
| 4 x 400 meter      | Ryssland: Svetlana Pospelova Natalja Ivanova Olga Zaitseva Tatjana Vesjkurova     | 3.25,12        | Vitryssland: Juliana Zjalniaruk Svetlana Usovitj Anna Kozak Ilona Usovitj | 3.27,69          | Polen: Monika Bejnar Grazyna Prokopek Ewelina Setowska Anna Jesien                       | 3.27,77       |
| 20 km gång         | Ryta Turava Vitryssland                                                           | 1:27.08        | Olga Kaniskina Ryssland                                                   | 1:28.35          | Elisa Rigaudo Italien                                                                    | 1:28.37 (SB)  |
| Längdhopp          | Ljudmila Koltjanova Ryssland                                                      | 6,93           | Naide Gomes Portugal                                                      | 6,84             | Oksana Udmurtova Ryssland                                                                | 6,69          |
| Tresteg            | Tatjana Lebedeva Ryssland                                                         | 15,15 (CR)     | Hrysopiyí Devetzí Grekland                                                | 15,05 (SB)       | Anna Pjatych Ryssland                                                                    | 15,02 (PB)    |
| Höjdhopp           | Tia Hellebaut Belgien                                                             | 2,03 (NR) (CR) | Venelina Veneva Bulgarien                                                 | 2,03 (CR)        | Kajsa Bergqvist Sverige                                                                  | 2,01          |
| Stavhopp           | Jelena Isinbajeva Ryssland                                                        | 4,80 (CR)      | Monika Pyrek Polen                                                        | 4,65             | Tatjana Polnova Ryssland                                                                 | 4,65          |
| Kulstötning        | Natalia Choronenko Vitryssland                                                    | 19,43          | Nadzeja Ostaptjuk Vitryssland                                             | 19,42            | Petra Lammert Tyskland                                                                   | 19,17         |
| Diskuskastning     | Darja Pitjalnikova Ryssland                                                       | 65,55 (PB)     | Franka Dietzsch Tyskland                                                  | 64,35            | Nicoleta Grasu Rumänien                                                                  | 63,58         |
| Spjutkastning      | Steffi Nerius Tyskland                                                            | 65,82 (SB)     | Barbora Spotáková Tjeckien                                                | 65,64            | Mercedes Chilla Spanien                                                                  | 61,98 (SB)    |
| Släggkastning      | Tatjana Lysenko Ryssland                                                          | 76,67 (CR)     | Gulfija Chanafejeva Ryssland                                              | 74,50            | Kamila Skolimowska Polen                                                                 | 72,58         |
| Sjukamp            | Carolina Klüft Sverige                                                            | 6 740 (CR)     | Karin Ruckstuhl Nederländerna                                             | 6 423 (NR)       | Lilli Schwarzkopf Tyskland                                                               | 6 420 (PB)    |

## Medaljfördelning
| Plats | Land           | Guld | Silver | Brons | Totalt |
| 1     | Ryssland       | 12   | 12     | 10    | 34     |
| 2     | Tyskland       | 4    | 4      | 2     | 10     |
| 3     | Vitryssland    | 4    | 3      | 2     | 9      |
| 4     | Frankrike      | 4    | 1      | 3     | 8      |
| 5     | Spanien        | 3    | 3      | 5     | 11     |
| 6     | Sverige        | 3    | 1      | 2     | 6      |
| 7     | Belgien        | 3    | 0      | 0     | 3      |
| 8     | Portugal       | 2    | 1      | 1     | 4      |
| 9     | Italien        | 2    | 0      | 1     | 3      |
| 10    | Storbritannien | 1    | 5      | 5     | 11     |
| 11    | Tjeckien       | 1    | 2      | 1     | 4      |
| 12    | Finland        | 1    | 2      | 0     | 3      |
|       | Grekland       | 1    | 2      | 0     | 3      |
| 14    | Bulgarien      | 1    | 1      | 1     | 3      |
| 15    | Norge          | 1    | 1      | 0     | 2      |
|       | Nederländerna  | 1    | 1      | 0     | 2      |
| 17    | Lettland       | 1    | 0      | 0     | 1      |
|       | Litauen        | 1    | 0      | 0     | 1      |
|       | Israel         | 1    | 0      | 0     | 1      |
| 20    | Polen          | 0    | 3      | 4     | 7      |
| 21    | Ukraina        | 0    | 1      | 2     | 3      |
| 22    | Estland        | 0    | 1      | 1     | 2      |
| 23    | Ungern         | 0    | 1      | 0     | 1      |
|       | Irland         | 0    | 1      | 0     | 1      |
|       | Serbien        | 0    | 1      | 0     | 1      |
|       | Schweiz        | 0    | 1      | 0     | 1      |
|       | Luxemburg      | 0    | 1      | 0     | 1      |
| 28    | Rumänien       | 0    | 0      | 2     | 2      |
| 29    | Danmark        | 0    | 0      | 1     | 1      |
|       | Slovenien      | 0    | 0      | 1     | 1      |
|       | Turkiet        | 0    | 0      | 1     | 1      |